# 普遍性
数学において普遍性（英語: universality、または universal property）とは、ある特定の状況下において一意に射（あるいは準同型、構造を保つ写像）を定めるような抽象的性質で、それが特定の構成（例えば直積や直和、加群のテンソル積、距離空間の完備化など）を特徴づけるようなものをいう。
普遍性の具体例となる構成には他にも、様々な構成における自由対象、核や余核、順極限および逆極限、群に対するアーベル化、集合や様々な空間に対する引き戻しや押し出し（英語: pushout）、ストーン－チェックのコンパクト化などが存在する。
このような構成は個別の数学の分野において議論されていたが、横断的な議論を試みたのは1948年のピエール・サミュエル (en:Pierre Samuel) の論文によって初めて行われ、その後ブルバキによって広められたとされる。

## 概要
U : D → C を 圏 D から圏 C への関手とし、X をC の対象とする。X から U への普遍射 （universal morphism） は、D の対象 A とCの射 φ : X → U(A) からなる対(A, φ)で表され、かつ以下の普遍性（universal property）を満たす。
- Y がDの対象で f : X → U(Y) が C の射であるような場合、常に D の射 g : A → Y が一意に存在して、次の図を可換にする。

射 g の存在は、直感的には(A, φ)が「十分に一般的」であることを示しながら、一方で射の一意性は、(A, φ)が「過度に一般的ではない」事を表している。さらに、次の関係も成り立つ。
{\displaystyle Hom_{D}(A,Y)\cong Hom_{C}(X,U(Y))}
また、上述の定義で全ての射を逆向きにすることで、圏論的な双対を考えることができる。U から X への普遍射は、Dの対象A とCの射  φ : U(A) → X の対(A, φ)で表され、かつ以下の普遍性を満たす。
- Y が Dの対象で f : U(Y) → X がCの射であるような場合、常に D の射g : Y → A が一意に存在して、次の図を可換にする。

ここで、人によっては一方を普遍射と呼び、もう一方を余普遍射（co-universal property）と呼ぶ場合もある事に注意されたい。どちらがどちらかはその人次第である。

## 表現可能関手による定義
エミリー・リール（Emily Riehl）は『Category Theory in Context』において、圏 C の対象 c に対する普遍性（英: universal property）を次のように定義している：
定義圏 C の対象 c の普遍性は、表現可能関手 F: C → Set と、米田の補題を通して自然同型 C(c, _) ≅ F（または C(_, c) ≅ F）を定める普遍要素（英: universal element）x ∊ Fc によって表現されるものである。

（ここで Set とは集合の圏のことである。）
定義を言い換えると、c ∊ C の普遍性とは、(表現可能)関手 F: C → Set と x ∊ Fc を用いて米田の補題から定まる自然変換 C(c, _) → F が自然同型であるという性質のことである。
圏 C が小さなhom集合を持つ（各対象 x, y について C(x, y) ∊ Set である）とき、前節で定義した普遍射は普遍要素の特別な場合である。また逆に、普遍要素は普遍射の特別な場合である。

## 例

### ベクトル空間のテンソル積
体 K 上のベクトル空間 V, W について、任意の双線形写像 f: V × W → X に対して f = f'◦g を満たす準同型 f': T → X がただ1つ存在するような K-ベクトル空間 T と双線形写像 g: V × W → T の組が、同型を除いてただ1つ存在する。このときの T を V ⊗ W と表し、V と W のテンソル積と呼ぶ。
テンソル積を特徴づけるこの性質もまた普遍性と呼ばれる。実際、テンソル積の普遍性から、圏論的な普遍性が次のように与えられる：いま、V × W からの双線形写像の集合を与える対応は関手 Bilin(V, W; _): VectK → Set （VectK とは K-ベクトル空間とその間の線形写像からなる圏）を定める。このとき、テンソル積の普遍性から自然同型 VectK(V ⊗ W, _) ≅ Bilin(V, W; _) が定まり、従って Bilin(V, W; _) は表現可能関手である。双線形写像 g: V × W → V ⊗ W はこのとき、同型 VectK(V ⊗ W, V ⊗ W) ≅ Bilin(V, W; V ⊗ W) によって恒等射が写る先として定まる。
また、カノニカルな双線形写像 g: V × W → V ⊗ W は一点集合からの写像 ψ:＊→ Bilin(V, W; V ⊗ W) によっても表される。いま、任意の X ∊ VectK とh:＊→ Bilin(V, W; X) に対して、テンソル積の性質から h = h'◦ψ が成り立つような準同型 h': V ⊗ W → X がただ1つ定まる。従って h は一点集合から Bilin(V, W; _) への普遍射である。

### 剰余群への射影
群 G の正規部分群 K について、剰余群 G/K への射影を φ: G → G/K で表す。群準同型 f: G → H について、K が f の核 Ker f (f(x) が H の単位元となる G の元の集合) に含まれるとき、群の準同型定理によって f = h◦φ を満たす群準同型 h: G/K → H がただ1つ存在することがわかる。
(小さな) 群とその間の群準同型からなる群の圏を Grp で表す。群 H に対して、群準同型 f: G → H であって Ker f ⊂ K を満たすものの集合を FH とおくと、この対応は関手 F: Grp → Set をなす。準同型定理の主張から、任意の H に対して同型 FH ≅ Grp(G/K, H) が存在して、さらに唯一性からこの同型は H について自然であることがわかる。
以上のことから、剰余群 G/K と剰余群への射影 φ: G → G/K は普遍性を持っていることがわかる。普遍性の帰結として、商群についての他のすべての性質は、これ以上余集合（剰余群の通常の構成で使われる G/K の各要素）に言及しなくてよくなる。

### ファン・カンペンの定理
位相空間 {\displaystyle (X,{\mathcal {O}}_{X})} は、2つの開部分集合 {\textstyle U,V\in {\mathcal {O}}_{X}} によって覆われるものとする。すなわち、{\textstyle X=U\cup V} が成り立つとする。このとき、共通部分 {\textstyle U\cap V} からの包含写像 {\displaystyle U\cap V\xrightarrow {i} U\xrightarrow {j'} X} と {\displaystyle U\cap V\xrightarrow {j} V\xrightarrow {i'} X} による可換図式は、位相空間の圏 Top において普遍性を持つ。すなわち、連続写像 f: U → Y と g: V → Y が f ◦ i = g ◦ j を満たすとき、f = h ◦ j' と g = h ◦ j' を満たすような連続写像 h: X → Y がただ1つ存在する。
よい条件（{\textstyle U\cap V} は空でなく弧状連結）の下で、この図式から誘導される基本群のなす図式は同様に普遍性を持つ。これを (基本群に関する)ファン・カンペンの定理と呼ぶ。

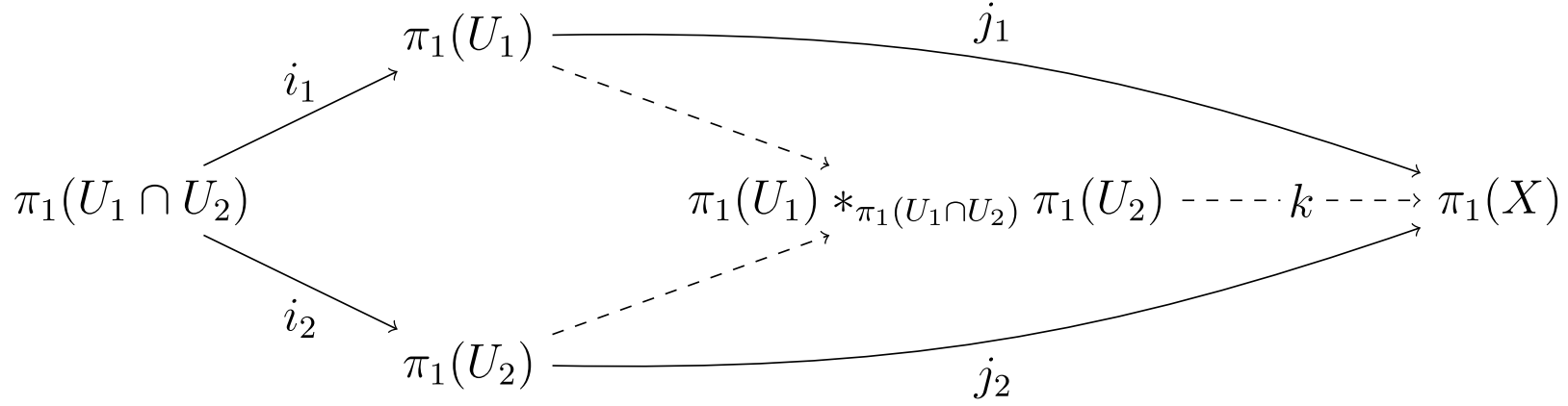

## さまざまな普遍性

### 随伴関手との関係
(A1, φ1) を X1 から U への普遍射、 (A2, φ2) を X2 から U への普遍射とする。普遍性から、任意の射 h : X1 → X2 に対して一意な射 g : A1 → A2 が存在して、次の図式を可換にする。
もし 全ての C の対象 Xi  にU への普遍射が認められるならば、Xi {\displaystyle \mapsto } Ai 及び h {\displaystyle \mapsto } g によってC から D への関手 Vが定義される。 これに伴って、φi は 1C （C の恒等関手） から U V への自然変換を定義する。関手 (V, U) は随伴関手の対となる。（V は U の左随伴、及び U は V の右随伴）
同様の言明は U からの普遍射という双対な状況においても適用できる。全ての C における X  について、関手 V : C → D が得られ、これは U への右随伴になっている。（つまり U は V の左随伴である。）
実際、このような方法で全ての随伴関手の対を普遍的構成から得られる。F と G を単位（unit）η と余単位（co-unit）ε （定義は随伴関手の記事を参考のこと）によって構成される随伴関手の対とする。このとき、任意の対象 C と D への普遍射が得られる。
- C の各対象 X に対し、 (F(X), ηX) は X から G への普遍射である。つまり、任意の f : X → G(Y) に対して一意な g : F(X) → Y が存在して以下の図式を可換にする。
- D の各対象 Y に対し、 (G(Y), εY) は F から Y への普遍射である。つまり、任意の g : F(X) → Y に対して一意な f : X → G(Y) が存在して以下の図式を可換にする。

普遍的構成は随伴関手の対より更に一般的である。普遍的構成は最適化問題のようなもので、この問題が C 中の全ての対象 （同様に、D の全ての対象）について解を持つとき、かつそのときのみ随伴関手の対が得られる。 